# Troia
Troia (tiếng Hy Lạp cổ: Τροία, Troy, Ἴλιον, Ílion hoặc Ἴλιος, Ílios; tiếng Latinh: Troia và Ilium; Hittite: 𒌷𒃾𒇻𒊭 Wilusa hoặc 𒋫𒊒𒄿𒊭 Truwisa; tiếng Thổ Nhĩ Kỳ: Truva hoặc Troya), còn được nhắc đến là Tơ-roa hay Tơroa trong một số tài liệu, là một thành phố ở phía tây bắc của khu vực được biết đến từ thời cổ đại cổ xưa là Tiểu Á, nay được gọi là Anatolia của Thổ Nhĩ Kỳ hiện đại, ngay phía tây nam của eo biển Dardanelles và phía tây bắc của Núi Ida. Địa điểm ngày nay được gọi là Hisarlik. Đó là bối cảnh của Trận chiến thành Troia được mô tả trong sử thi Cycle Hy Lạp, đặc biệt là trong Iliad, một trong hai tác phẩm sử thi được cho là của Homer. Nhịp thơ dấu hiệu từ Iliad và Odyssey gợi ý rằng tên Ἴλιον (Ilion) trước đây bắt đầu với tên Digamma là Ϝίλιον (Wilion) và một cái tên Hittite cũng được cho là của thành phố, Wilusa.
Một kinh đô mới được gọi là Ilium (from Greek: Ἴλιον, Ilion) thành lập tại địa điểm này dưới triều đại Hoàng đế La Mã Augustus. Nó phát triển mạnh mẽ cho đến khi Constantinopolis được thành lập. trở thành dinh giám mục và dần dần suy tàn trong thời Byzantine, bây giờ chỉ là một giáo phận trên danh nghĩa của Công giáo Latinh.
Năm 1865, nhà khảo cổ học người Anh Frank Calvert đã khai quật các thử nghiệm các con hào trên một cánh đồng mà ông đã mua từ một nông dân địa phương tại Hisarlik. Năm 1868, một doanh nhân và nhà khảo cổ học giàu có người Đức tên là Heinrich Schliemann cũng bắt đầu khai quật trong khu vực sau cuộc gặp gỡ với Calvert tại Çanakkale. Những cuộc khai quật này đã tiết lộ một số thành phố được xây dựng liên tiếp trên cùng một địa điểm. Schliemann là lúc đầu hoài nghi về việc xác định Hisarlik với Troia nhưng sau đó đã được Calvert thuyết phục và được quyền khai quật trên khu vực đất của Calvert ở nửa phía đông của địa điểm Hisarlik. Troia VII được xác định với thành phố có tên gọi là Wilusa được thành lập bởi người người Hittite và trùng với Troia thời Homer.
Ngày nay, ngọn đồi Hisarlik dùng để đặt tên cho một ngôi làng nhỏ gần tàn tích, nơi hỗ trợ du lịch thương mại đến thăm địa điểm khảo cổ Troia. Nó nằm tại tỉnh Çanakkale, cách thành phố thủ phủ Çanakkale khoảng 30 km về phía tây nam. Ngôi làng gần nhất là Tevfikiye. Do vị trí gần biển Aegea, Marmara và biển Đen nên đây là một trung tâm quân sự và thương mại. UNESCO đã công nhận Troia trở thành Di sản thế giới.